# Acrocercops chenopa
Acrocercops chenopa là một loài bướm đêm thuộc họ Gracillariidae. Nó được tìm thấy ở Uganda.